# Genossenschaftsforum
Das Genossenschaftsforum ist ein in Deutschland eingetragener Verein von Berliner und Potsdamer Wohnungsgenossenschaften, der die Idee der Genossenschaft fördert und die Leistungen und Potenziale der Wohnungsgenossenschaften dokumentiert und zur Diskussion stellt.

## Gründung und Ziele
Der Verein Genossenschaftsforum e. V. wurde 1993 von zwölf Berliner Wohnungsgenossenschaften gegründet. Zweck des Vereins ist die Förderung der Genossenschaftswissenschaften, indem er die Leistungen und Potenziale von Genossenschaften für die Stadtentwicklung und die Gesellschaft aufzeigt und diskutiert. Die Gründung erfolgte auch, um das Archiv zur Wohnreform von  Klaus Novy zu übernehmen und weiterzuentwickeln. Zudem soll das Genossenschaftsforum in den Berliner und Potsdamer Genossenschaften Impulse für die Weiterentwicklung der genossenschaftlichen Idee setzen.
Die Mitglieder des Genossenschaftsforums sind 52 Berliner und Potsdamer Wohnungsgenossenschaften (Stand Januar 2025), die zusammen einen Wohnungsbestand von rund 146.000 Wohnungen in Berlin und Potsdam haben. Weitere Mitglieder sind fördernde Institutionen und Privatpersonen, die jedoch nicht stimmberechtigt sind. Das Genossenschaftsforum arbeitet verbandsunabhängig als Forschungs- und Bildungseinrichtung und agiert als Netzwerk zum Thema Wohnungsgenossenschaften. Der Verein ist als gemeinnützig anerkannt.

## Aktivitäten
Das Genossenschaftsforum fördert durch Diskussionsbeiträge, Publikationen und Vortragsveranstaltungen die öffentliche Wahrnehmung der besonderen Charakteristika und Chancen des genossenschaftlichen Wohnens. Ein besonderer Fokus liegt auf der Dokumentation der Geschichte der Wohnungsgenossenschaften mit dem Ziel, aus den Erfahrungen Schlüsse für die Bewältigung aktueller Herausforderungen zu ziehen.
Mit Seminarreihen und regelmäßigen Besichtigungstouren trägt es zur Vernetzung der Wohnungsgenossenschaften in Berlin und Potsdam bei. Mit geeigneten Methoden bringt es die Themen "Gemeinschaftliches Wirtschaften", "Gemeinschaftseigentum" und Nachhaltigkeit jungen Menschen näher. 
Das Genossenschaftsforum organisiert seit 2014 ein Netzwerk zur Unterstützung von Schülergenossenschaften. 2021 eröffnete das Genossenschaftsforum e.V. mit dem cooperativ-Werkraum in Berlin-Schöneberg einen Ort für Bildungsarbeit rund um das Thema Wohnungsgenossenschaften, wo es seither Ausstellungen, Führungen und Workshops für eine breitere Öffentlichkeit durchführt.

## Mitglieder, Finanzen
Stimmberechtigte Mitglieder des Genossenschaftsforum e. V. sind ausschließlich Wohnungsgenossenschaften. Sie finanzieren die Vereinsarbeit mit ihren jährlichen Beiträgen, die sich anhand ihrer Wohnungsanzahl bemessen.

## Veröffentlichungen
Die Publikationen des Genossenschaftsforums wurden überwiegend von Barbara von Neumann-Cosel und Renate Amann erstellt, seit 2016 zudem von Dr. Barbara König, Dr. Sebastian Mehling und Caroline Rosenthal:
- „Genossenschaften – Einfach eine gute Idee!“, Berlin 2023[11]
- „Coop your life“, Berlin 2021
- „Hier bauen Genossenschaften! Neubauprojekte in Berlin und Potsdam“, Berlin 2019
- „Leben in Genossenschaften: Mehr als ein Dach über dem Kopf“, Berlin 2017
- „Netzwerk der Köpfe: Protagonisten der Berliner Genossenschaftsbewegung“, Edition Arkadien, Berlin 2014, ISBN 978-3-930075-41-6
- „Wohnungsgenossenschaften vor Ort – ein Stadtführer durch die Berliner Bezirke“, Edition Arkadien, Berlin 2012, ISBN 978-3-930075-40-9
- „Weibliche Wege in Potsdamer Wohnungsgenossenschaften“ Edition Arkadien, Berlin 2011, ISBN 978-3-930075-38-6
- „Bauen für die Gemeinschaft: genossenschaftliche Entwicklungslinien in Berlin“, Edition Arkadien, Berlin 2008, ISBN 978-3-930075-35-5
- „Wohnungsgenossenschaften im Stadtquartier: von der Reforminsel zum städtischen Akteur“, Edition Arkadien, Berlin 2005, ISBN 978-3-930075-32-4
- „Zwischen Staat und Markt. Berliner Genossenschaften in der Ära des sozialen Wohnungsbaus“, Edition Arkadien, Berlin 2005, ISBN 978-3-930075-31-7
- „Die AWG – Ein Genossenschaftsmodell der DDR. Berliner Entwicklungslinien seit 1954“ Edition Arkadien, Berlin 2004, ISBN 978-3-930075-29-4
- „Bürgerschaftliches Engagement als genossenschaftliche Ressource“, Edition Arkadien, Berlin 2003, ISBN 978-3-930075-25-6
- Emil R. Greulich: „Des Kaisers Waisenknabe“, Genossenschaftsforum (Hrsg.), Edition Arkadien, Berlin 2002, ISBN 978-3-930075-24-9
- Renate Amann: „Adolf Otto. Wohn- und Sozialreformer. Eine Biografie im Spiegel der Zeit“, Genossenschaftsforum (Hrsg.) Edition Arkadien, Berlin 2001, ISBN 978-3-930075-21-8.
- „Wohnungsgenossenschaften 2000“, Edition Arkadien, Berlin 2000, ISBN 978-3-930075-19-5